# Pelodytes hespericus
Pelodytes hespericus – gatunek (lub podgatunek) płaza bezogonowego z rodziny nurzańcowatych (Pelodytidae), występujący endemicznie w środkowej i wschodniej Hiszpanii. Do 2017 roku zaliczany do gatunku nurzaniec błotny, obecnie jego pozycja taksonomiczna jest niepewna. Dorasta do 4 cm długości i z wyglądu przypomina innych przedstawicieli rodzaju Pelodytes z Europy Zachodniej.

## Pozycja taksonomiczna
Do 2017 roku populacje Pelodytes hespericus zaliczane były do gatunku nurzaniec błotny (Pelodytes punctatus). Jednakowoż analiza filogenetyczna Díaz-Rodrígueza et al. z 2017 roku wykazała, że takson ten powinien być traktowany jako osobny gatunek. Badanie Dufresnes i in. z 2020 roku dowiodło natomiast, że pomiędzy nurzańcem błotnym i P. hespericus wciąż dochodzi do krzyżowania na obszarze wynoszącym setki kilometrów, co wskazuje na brak powstania silnej bariery reprodukcyjnej. W związku z tym część herpetologów traktuje P. hespericus jako podgatunek nurzańca błotnego P. punctatus hespericus.

## Wygląd
Samce dorastają średnio do około 3,5, a samice do około 4,0 cm długości. Z wyglądu podobny do pozostałych gatunków Pelodytes z zachodniej Europy, od których różni się natomiast dźwiękiem nawoływania wydawanym podczas okresu godowego. Ponadto od Pelodytes atlanticus oraz nurzańca iberyjskiego (Pelodytes ibericus) odróżnia go większy rozmiar (oraz dłuższe kończyny od nurzańca iberyjskiego).

## Zasięg występowania i siedlisko
Endemit. Występuje wyłącznie w środkowej i wschodniej Hiszpanii na wysokości do 2000 m n.p.m. Na zachodzie jego zasięg dochodzi do prowincji León i Zamora oraz do Gór Toledańskich i prowincji Ciudad Real. Na południu spotykany jest w północnych częściach prowincji Jaén i Grenada oraz w nadbrzeżnych obszarach prowincji Almería.
Występuje w wielu rodzajach siedlisk, takich jak półsuche stepy w dorzeczu Ebro czy lasy strefy umiarkowanej.

## Rozmnażanie
Słabo poznany gatunek. Okres godowy trwa od października do marca. Długość życia dochodzi do 8 lat u samców i 10 lat u samic.